# Naresuan
Naresuan (tiếng Thái: นเรศวร; Hán-Việt: Nạp Lê Huyên (納黎萱) 1555/56-1605) hay Sanphet II (tiếng Thái: สรรเพชญ์ที่ 2), là vua của vương quốc Ayutthaya từ năm 1590 và chúa tể Lan Na từ năm 1602 cho đến khi ông qua đời vào năm 1605. Naresuan là một trong những vị vua được kính nể nhất của Thái Lan vì ông được biết đến với các chiến dịch của ông để giải phóng Ayutthaya khỏi thống trị của Đế chế Taungoo. Trong suốt triều đại của ông, đã diễn ra nhiều trận chiến với triều Taungoo của Miến Điện. Naresuan cũng hoan nghênh người Hà Lan.

## Đầu đời
Hoàng tử Naret sinh ra tại Phitsanulokin 1555/56. Ông là con của vua Mahathammarachathirat của Phitsanulok và nữ hoàng của ông, Wisutkasat. Mẹ của ông là con gái của Maha Chakkraphat và nữ hoàng Suriothai. Cha của ông là một quý tộc Sukhothai đã đánh bại Worawongsathirat năm 1548 và đưa Maha Chakkraphat lên ngôi. Prince Naret, còn được gọi là "Hoàng tử đen" (tiếng Thái: พระองค์ดำ) Có một em trai Ekathotsarot, được gọi là "Hoàng tử trắng" (tiếng Thái: พระองค์ขาว), và một chị gái, Suphankanlaya.:67
Trong cuộc vây hãm thứ hai của Ayutthaya (1563-64), vua Bayinnaung của triều đại Taungoo của Bago, Miến Điện (trước đây được biết đến ở Miến Điện như Hanthawaddy (tiếng Miến Điện: ဟံသာဝတီ Và bằng tiếng Thái RTGS: Hongsawadi หงสาวดี) Dẫn đầu quân đội khổng lồ, xâm chiếm đất nước và vây hãm Phitsanulok. Maha Thammarachathirat tin rằng thành phố sẽ không thể chịu được một cuộc bao vây dài do sự khan hiếm lương thực và dịch bệnh đậu mùa, vì vậy ông đầu hàng thành phố. Vua Bayinnaung đã đưa Phitsanulok và Ayutthaya, và làm cho Xiêm La trở thành một quốc gia lưu vực Miến Điện. Ông ta yêu cầu Maha Thammarachathirat gửi con trai của ông - Hoàng tử đen - sang Bago như là sự hoan hỷ để đảm bảo lòng trung thành của nhà vua.

## Tại Bago
Năm 1569, Bayinnaung từ bỏ cuộc nổi dậy Xiêm đã bắt đầu một năm trước đó, và cài đặt Maha Thammarachathirat như một vị vua chư hầu của Ayutthaya. Sau sáu năm ở Pegu, c. Năm 1570, Hoàng tử Naret và anh trai của ông, Hoàng tử trắng đã trở lại Ayutthaya. Trong khi ở Miến Điện, "ông ấy theo đuổi sự đào tạo quân sự tốt nhất của Miến Điện", nghiên cứu cùng với "tầng lớp thượng lưu của thanh niên Miến Điện, con trai của hoàng tử và quý tộc." "Ngoài việc có năng khiếu về quân sự, Naresuan rất thông minh, đã đạt được nhiều kiến thức tổng quát về thời đại.":43

## Vị vua

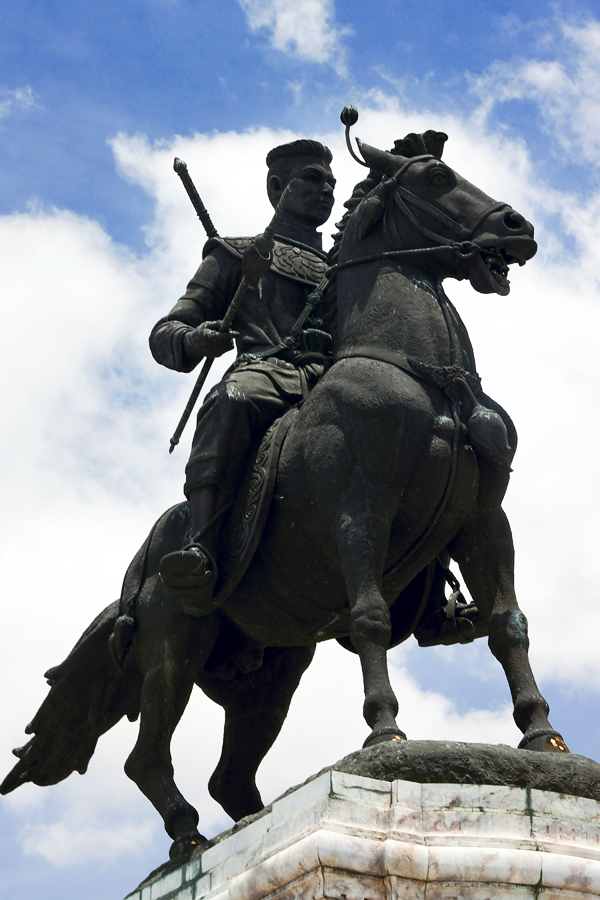
Tượng vua Naresuan của Hoàng Gia tại Phra Nakhon Si Ayutthaya.

Maha Thammarachathirat đã làm Naret Uparaja ("Thái tử") của Phitsanulok như Naresuan ở tuổi 15. Naresuan gia nhập cha và vua Bago trong một cuộc thám hiểm để chinh phục Viêng Chăn, thủ đô của Lan Xang ở lại, nhưng ông đã mắc phải một số bệnh đậu mùa và phải trở về. Ông đã xây dựng Cung điện Chankasem ở Ayutthaya như một nơi ở khi ông thăm cha mẹ mình.
Năm 1581, Bayinnaung qua đời, và được kế vị bởi con trai Nanda Bayin. Thuyền trưởng của Nanda Thada Minsaw của Ava sau đó nổi dậy năm 1583, buộc Nanda Bayin phải triệu tập các viên chức của Prome, Taungoo, Chiang Mai, Viêng Chăn và Ayutthaya để giúp đỡ đàn áp cuộc nổi dậy. Ngày 2 tháng 2 năm 1584, Naresuan rời quân đội của mình tới Bago theo lệnh, và chỉ đến biên giới vào tháng Tư. Theo Damrong, điều này đã làm nảy sinh những nghi ngờ của Nanda, người đã ra lệnh cho con trai mình, Maha Uparaja Mingyi Swa, ở lại thủ đô và giết Naresuan. Các biên niên sử Miến Điện nói rằng Nanda đã đưa ra quyết định để bảo vệ Pão Mingyi Swa trước khi diễu hành tới Ava vào ngày 25 tháng 3 năm 1584.
Theo Damrong, Naresuan đến Kraeng ở thị trấn biên giới, nơi ông ta biết được Phraya Ram và Phraya Kiet đã được Maha Uparat phái đến tấn công Naresuan từ phía sau trong khi Maha Uparat tấn công từ phía trước. Naresuan gọi là một hội đồng, bao gồm các linh mục, Phraya Kiat, Phraya Ram, và các Tôn giáo khác. Naresuan sau đó "đổ nước trên mặt đất từ một chiếc cốc vàng để tuyên bố với các devatas trước sự chứng kiến của những người tụ tập, từ ngày đó, Xiêm đã cắt đứt quan hệ với Hongsawadi và không còn tình cảm nữa."
Theo Damrong, Naresuan sau đó đã đánh các ông Mons tham gia chiến dịch của ông ta và tiến vào Bago, có ý định giải phóng các gia đình Xiêm bị bắt giữ ở đó. Tuy nhiên, Nanda Bayin đã đánh bại vị vua của Inwa và trở lại thủ đô của mình. Naresuan sau đó rút lui sau khi phóng thích khoảng 10.000 gia đình. Mingyi Swa theo đuổi với Surakamma trong phần trước. Người Miến Điện bắt kịp Xiêm ở Sông Sông. Surakamma đã bị giết bởi "khẩu súng hoàng gia được Somdet Phra Naresuan sử dụng khi băng qua sông Satong". Điều này đã đưa quân đội Maha Uparat vào một cuộc tuần hoàn hoảng loạn, khiến ông trở lại thủ đô.
Naresuan sau đó đã tổ chức "lễ chửi thề trung thành" với người dân Sukhothai, uống nước từ ao thiêng của Puay Si. Lực lượng của ông sau đó đã Sawankhalok. Năm 1584, Naresuan đưa tất cả những người từ các tỉnh phía bắc đến thủ đô Ayutthaya của Xiêm để chuẩn bị cho cuộc tấn công của quân đội Bago.
Trong cùng năm đó Nanda Bayin đã cử hai quân đội riêng biệt, một người dưới chân ông chú của Pathein và một người khác đến từ Chiang Mai dưới sự chăm sóc của Noratra Mangsosri. Cả hai đều bị đánh bại trong các cuộc gặp riêng biệt trước khi họ đoàn kết, và bị đẩy trở lại trong cuộc tĩnh tâm. Sau đó, vào năm 1586, Naresuan đánh bại Viện Phó Chiang Mai gần Pa Mok và Bang Kaeo, chiếm đóng trại của mình tại Ban Saket với 10.000 binh lính, 120 con voi, 100 con ngựa, 400 chiếc thuyền cùng với vũ khí, đạn dược và các quy định.
Tháng 10 năm 1586, Nanda Bayin đã dẫn quân đội Miến Điện đến Ayutthaya và bắt đầu cuộc xâm lược thứ ba của Ayutthaya. Quân đội Nanda Bayin đã vây hãm thành phố trong năm tháng, nhưng đã thất bại trong việc chiếm thành phố vì sự bảo vệ hăng hái của Naresuan. Anh ta rút lui.
Năm 1590, Maha Thammarachathirat qua đời. Tháng 7 năm 1590, Naresuan được phong làm vua Ayutthaya như Sanphet II.
Quân đội Miến Điện dưới sự chỉ huy của Phra Maha Uparat đã tấn công Xiêm một lần nữa, nhưng Naresuan đã đánh bại nó gần Ban Khoi. Quân đội Miến Điện rút lui về Bago, mất nhiều người, voi, ngựa, vũ khí và đạn dược.

## Trị vì làm vua của Ayutthaya

### Trận chiến voi
Vua Naresuan được biết đến ở Thái Lan vì cuộc voi năm 1593 với thái tử Mingyi Swa. Tuy nhiên, hầu hết các tài khoản khác (Xiêm và nước ngoài) của thời đại đề cập đến một trận đánh voi nhưng không phải là một trận đấu chính thức.

#### Tường thuật Ayutthaya

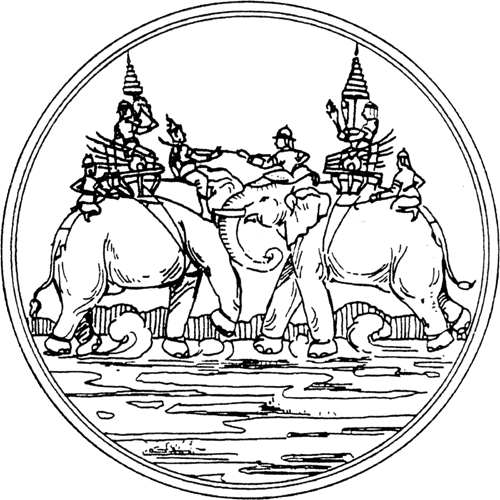
Trận chiến voi giữa Naresuan (bên phải) và Mingyi Swa (bên trái) trong trận Nong Sarai, như được mô tả trên con dấu của tỉnh Suphan Buri.

Tháng 11 năm 1592, Nanda Bayin ra lệnh cho con trai tấn công Ayutthaya một lần nữa. Mingyi Swa, Natshinnaung, con trai của vị vương của Taungoo, và vị vương của Prome đã thành lập ba bộ phận. Mingyi Swa đi qua ba Đèo Pagodas, trong khi hai sư đoàn khác đi qua Mae Lamao. Chánh án Chiang Mai đã phái một chiếc thuyền. Naresuan đã có kế hoạch tấn công Campuchia vì những cuộc xâm chiếm biên giới, nhưng sau đó đã được điều chỉnh để đe dọa Miến Điện. Naresuan tiến về Suphan Buri và cắm trại quân đội của mình tại Nong Sarai gần sông Thakhoi. Naresuan hình thành một kế hoạch chiến đấu liên quan đến một cuộc tĩnh tâm, cho phép người Miến Điện theo, và sau đó tấn công các tiến bộ rối loạn với quân đội chính của ông.
Trong trận chiến, vào tháng 1 năm 1593, những con voi chiến tranh của Naresuan, Chaophraya Chaiyanuphap, và Ekathotsarot, Chaophraya Prap Traichak, bị "bắt buộc" vào giữa người Miến Điện, chỉ có một vài người Xiêm có thể theo họ trong Theo sự tái thiết của Damrong, Naresuan, khi nhìn thấy Mingyi Swa trên một con voi dưới gốc cây, hét lên, "Anh tôi, tại sao bạn cứ ở dưới con voi dưới bóng cây? Tại sao không đi ra và tham gia vào cuộc chiến đơn lẻ để trở thành một Vinh dự cho chúng ta sẽ không có vị vua nào trong tương lai sẽ tham gia vào một cuộc chiến như chúng ta ".